# Kostel Narození Panny Marie (Dobříčany)
Kostel Narození Panny Marie je římskokatolický filiální kostel zasvěcený Narození Panny Marie v Dobříčanech v okrese Louny. Jádro stavby je gotické, ale dochovaná podoba pochází z obnovy a přestavby, které byly uskutečněny v letech 1837 a 1878.
Jednolodní kostel s obdélným půdorysem je na východní straně ukončený trojboce uzavřeným presbytářem, ke kterému na severní i jižní straně přiléhají postranní místnosti. Ze západního průčelí vyrůstá v ose lodi hranolová věž s cibulovou střechou. Fasádu člení pilastry a presbytář zpevňují opěráky. Uvnitř lodi s plochým stropem, na kterém je malba Madony, se nachází zděná kruchta. Strop presbytáře je vyzdoben nástěnnou malbou Adorace Nejsvětější svátosti. Oltářní obraz namaloval A. Zessner v roce 1879.